# Luis Romo
Luis Francisco Romo Barrón (Ahome, 5 de junho de 1995) é um futebolista mexicano que atua como meio-campista. Atualmente joga pelo Monterrey.

## Carreira
Romo começou sua carreira jogando nas categorias de base do Cruz Azul. Aos 15 anos, Romo foi cortado pelo clube e acabou se juntando às equipes juvenis do Querétaro. Ele fez sua estreia na Liga MX com o Querétaro no dia 20 de julho de 2018, na partida de abertura da equipe da temporada, contra o Atlas. Em janeiro de 2020, regressou ao Cruz Azul, voltando ao clube em que jogou quando jovem.

## Títulos
Cruz Azul
- Liga MX: Guardianes 2021

México
- Jogos Olímpicos: 2020 (medalha de bronze)
- Copa Ouro da CONCACAF: 2023
- Liga das Nações da CONCACAF: 2024–25[4]